# Henri Colonna
Henri Colonna, né le 25 janvier 1901 à Roquebrune-Cap-Martin et décédé le 18 mars 1988 à Bastia, est un homme politique français.